# Victor Lazarev
 Victor Nikititch Lazarev (en russe : Виктор Никитич Лазарев) (né le 22 août (3 septembre) 1897, Moscou — 1er février 1976, Moscou) est un historien d'art soviétique qui s'est spécialisé dans l'histoire russe ancienne, l'art byzantin et arménien ancien, et dans l'art italien de la Renaissance.

## Biographie
Victor Lazarev est le fils de l'architecte moscovite Nikita Gérassimovitch Lazarev. Il a étudié à l'Université d'État de Moscou (MGU) auprès de Nikolaï Romanov en 1917—1920, à la faculté d'histoire et de philologie. En 1924—36, il devient conservateur en chef de la galerie d'art et directeur adjoint de la section scientifique du Musée des beaux-arts Pouchkine. C'est un des organisateurs de l'Institut d'histoire de l'art (RAN). Il est nommé professeur à l'Université d'État de Moscou à partir de 1961 et dirige la section d'histoire et de théorie de l'art de la faculté d'histoire du MGU. La bibliothèque de la faculté porte le nom de « Cabinet Lazarev » en son honneur. Chaque année l'université de Moscou MGU organise un cycle d'étude et de conférences intitulé "Conférences Lasarev" (en 2015 pour la 39e fois).
Il est inhumé au cimetière Vagankovo de Moscou depuis son décès en 1976.

## Œuvres
Livres
- Viktor Lazarev, Mosaïque et fresques de l'ancienne Russie (XI-XVI) Traduction française de Giorgia Bongiorno, Les éditions de l'amateur, 2000  (ISBN 2-85917307-2).

Articles
 Art byzantin:
- Histoire de la peinture byzantine, т. 1—2, 1947—48 (édition. — Storia della pittura bizantina, Torino, [1967])

 Art russe ancien:
- (ru) Andreï Roublev et son école Андрей Рублёв и его школа, 1966
- (ru) Iconographie russe des origines au XVI Русская иконопись от истоков до начала XVI века
- Лазарев В. Н., Древнерусские  mosaïque et fresque, М., Искусство (издательство),‎ 1973, 512 p.